# 是貞親王
是貞親王（これさだしんのう）は、光孝天皇の皇子。宇多天皇の同母兄。官位は三品大宰帥。

## 経歴
当初二世王として是貞王を名乗っていたが、貞観12年（870年）2月、同母兄の是忠王や異母兄弟とともに源姓を与えられて臣籍降下し、源是貞を名乗る。
元慶8年（884年）6月に父・光孝天皇が即位すると、二世源氏から一世源氏に改められて、左京一条に貫せられた。この時、同母弟の定省王（のち宇多天皇）及び同母妹3名も臣籍降下している。同年11月に従四位上に直叙され、のち播磨権守を務める。
寛平3年（891年）4月に右近衛中将に任ぜられるが、11月には既に即位していた宇多天皇の同母兄弟に対する皇族復帰がなされ、親王宣下を受け四品に叙された。その後、大宰帥を務め三品に至る。醍醐朝の延喜3年（903年）7月25日薨去。最終官位は三品大宰帥。
『新撰万葉集』の編纂に先立って、宇多天皇より託されてその元となる『是貞親王家歌合』の撰定を行っている。

## 官歴
注釈のないものは『日本三代実録』による。
- 貞観12年（870年） 2月14日：臣籍降下（源朝臣）
- 元慶8年（884年） 6月2日：隷左京一条、預時服月俸、頒下所司。11月25日：従四位上（直叙）
- 仁和3年（887年） 6月25日：見播磨権守
- 寛平3年（891年） 4月11日?：右近衛中将[1]。12月29日：為親王、四品[2]
- 時期不詳：三品。大宰帥[3]
- 延喜3年（903年） 7月25日：薨去[2]

## 系譜
『尊卑分脈』による。
- 父：光孝天皇
- 母：班子女王
- 妻：不詳
  - 男子：源直幹